# ビヨンセ
ビヨンセことビヨンセ・ノウルズ・カーター（英語: Beyoncé Knowles-Carter、1981年9月4日 - ）は、アメリカ合衆国・テキサス州ヒューストン出身のシンガーソングライター、ダンサー、音楽プロデューサー、女優。デスティニーズ・チャイルドのメンバー。妹は同じく歌手のソランジュ。夫はジェイ・Z。

## 略歴
デスティニーズ・チャイルドでは初期からメイン・ボーカルとして活動、グループのプロデュースも務めた。
これまでのCDトータルセールスは全世界で1億枚以上、デスティニーズ・チャイルド時代の売上枚数3,000万枚を含めると、全世界で1億3,000万枚を超える。
グラミー賞の歴代最多受賞記録とノミネート記録を保持している。2025年時点で99回ノミネートされ、うち35回受賞を果たしている。
愛称は“B（ビー）”、“Queen Bey”。身長170cm。婚姻後の本名は、夫・ジェイ・Zの苗字「カーター」 (Carter) になっている。
トミーヒルフィガーの香水「トゥルースター」をプロデュースしたりと、多岐な活動もおこなっている。

## 生い立ち
アフリカ系アメリカ人のマシュー・ノウルズ（Matthew Knowles）と、ルイジアナ・クレオールの祖先（アメリカインディアン、フランス人の血を引く）を持つティナ (Tina) との間に、長女として生まれた。フランス領ルイジアナとのゆかりからフランス系の名「ビヨンセ」と命名される。Beyoncé（発音は異なる）は母・ティナの旧姓で、結婚する時に苗字を継ぐ男兄弟がいなかったために生まれた長女に「ビヨンセ」と名付けた。ビヨンセはメソジスト教徒として育ち、ヒューストンのメソジスト教会に通っていた。母親がカトリックであったため、彼女の家族はクリスマス・イヴにはカトリック教会の「真夜中のミサ」に参加した。
幼少時からアレサ・フランクリン、ホイットニー・ヒューストン、ジェームス・ブラウン、スティーヴィー・ワンダー、ダニー・ハサウェイ、マーヴィン・ゲイ、ミニー・リパートン、シャギー・オーティス、ジャクソン5、スプリームス等が好きで、ソウルミュージックやゴスペル、R&Bに夢中になり、次第にそれ以外の音楽も聴き、自分なりの音楽スタイルを求めるようになった。7歳ごろのビヨンセはダンス・スクールに通い、最初にビヨンセの才能を見出したダンス講師の勧めで学校主催のタレント・ショーに出場した。ビヨンセはステージの上では自分がまったくの別人に生まれ変わることに気づき、パフォーマンスへの自信をつける。
娘の潜在能力に気づいた両親は、地元ヒューストンで7人組（すぐに6人組になる）のガールズ・グループ「ガールズ・タイム」 (Girl's Tyme) を結成させた。ビヨンセは、マイケル・ジャクソンやティナ・ターナーのライブを観てスターを目指し、12歳の頃は、母・ティナがやっていた美容室の客に向けて歌ったりしていた。
「ガールズ・タイム」はなかなか大きな成果を得られなかったため、ビヨンセの父・マシュー・ノウルズが、当時勤めていたゼロックス社の職を辞して全マネージメントを一手に引き受けることになった。ビヨンセたちメンバーは10代の半ばになると、レッスンに専念するために学校を中退して（代りに家庭教師をつけた）、メジャー・デビューに向けて地道な活動を続けた。ビヨンセは父の厳しい指導の元、才能を磨いていき、聖歌隊員として教会でも歌っていた。

## デスティニーズ・チャイルド
「ガールズ・タイム」 (Girl's Tyme) は1996年、聖書の『イザヤ書』を読んでいたビヨンセの母の提案で、「デスティニーズ・チャイルド」 (Destiny's Child) に改名した。やがて4人組のデスティニーズ・チャイルドは、コロムビア・レコードの社員の目にとまり、1997年にデビュー・シングル、1998年にデビュー・アルバムを出し、全米の人気グループになった。
父・マシュー・ノウルズはマネージャー、母・ティナはデスティニーズ・チャイルドの衣装デザイン兼専属スタイリストを担った。この家族経営のスタイルは、次第に他の第一次デスティニーズ・チャイルドのメンバーたち（ラターヴィアとラトーヤ）の反感を買った。マネージャーであるマシューを追い出そうとしたメンバー二人が、逆に追い出され、ビヨンセと、ビヨンセの親友・ケリー・ローランド以外のメンバー脱退に至ったといわれている。
新メンバーを加えたデスティニーズ・チャイルドは、その後2005年に解散した。再結成の噂が度々浮上し、ビヨンセのライヴやスーパーボウルでの一日限定の再結成、新曲の発表などはあったが、本格的な再結成実現には至っていない。

## ソロ活動
デスティニーズ・チャイルドのメンバーそれぞれがソロ活動をし、グループ活動を休眠中の2001年、ビヨンセはMTV制作の映画『カルメン：ア・ヒップ・ホペラ』 (Carmen: A Hip Hopera) の主役に抜擢された。次に2002年に映画『オースティン・パワーズ ゴールドメンバー』 (Austin Powers in Goldmember) に出演し、その主題歌「ワーク・イット・アウト」 (Work It Out) を6月にリリース。同年10月には、ボーイフレンドと噂されていたジェイ・Zとのシングル「'03 ボニー&クライド」 ('03 Bonnie And Clyde)  もリリースした。しかしメンバーのケリー・ローランドのソロデビュー・アルバム『シンプリー・ディープ』 (Simply Deep) に手を貸すなどするうちに、自身のソロデビュー・アルバムの発表は延び延びになっていた。

### 2003-2004年：デンジャラスリィ・イン・ラヴ
2003年6月、レコーディングに1年半かけたソロデビュー・アルバム『デンジャラスリィ・イン・ラヴ』 (Dangerously in Love) をリリースした。ジェイ・Zをフィーチャリングしたファースト・シングル「クレイジー・イン・ラブ」 (Crazy In Love) は、8週連続ビルボード・ホット100シングルチャートで1位を記録し、この夏最大のヒットとなった。
1stアルバム『デンジャラスリー・イン・ラヴ』はアメリカ、イギリス、カナダでポップアルバムチャート（ビルボード200）とR&Bアルバムチャートでトップを記録。アメリカで400万枚、全世界では1,100万枚以上のセールスを記録。シングルとアルバムが同時にアメリカとイギリスでポップチャート1位を記録するのは1983年以来、女性では初の功績となった。ビヨンセは、2003年最も商業的に成功を収める女性R&B歌手になるまで成長した。2004年には、アリシア・キーズに押されて女性で2位に転落したものの、アリシアもビヨンセを超えるほどのセールスを記録することはなかった。

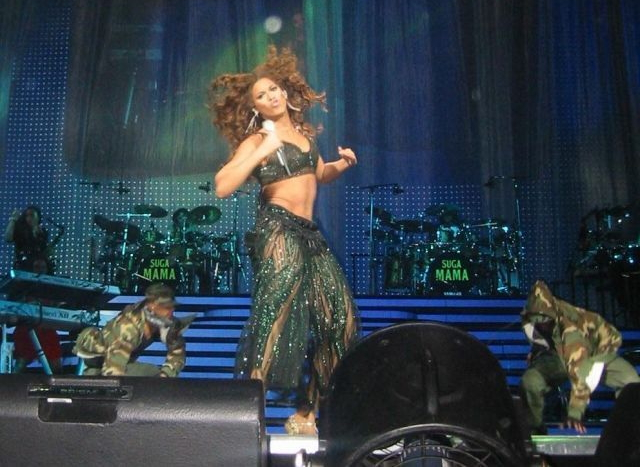
「Baby Boy」を踊るビヨンセ

夏の終わりにかけて、ダンスホールレゲエ歌手のショーン・ポールをフィーチャーした2枚目のシングル「ベイビー・ボーイ」(Baby Boy) もヒットチャートに浮上し、2003年の大ヒット曲の1つになった。秋はラジオでもヘヴィー・ローテーションされ、「クレイジー・イン・ラブ」より1週長い9週連続1位を記録した。この曲はビヨンセ曰く「アラビック・レゲエ」で、衣装もアラブ調で披露されることがある。「ベイビー・ボーイ」の成功からまもなく、3枚目のシングル「ミー、マイセルフ・アンド・アイ」(Me, Myself and I)、続いて翌年には、4枚目のシングル「ノーティ・ガール」(Naughty Girl) をリリース。両曲は、ビルボード・ホット100でそれぞれ最高4位と最高3位を記録した。
5枚目のシングルは、ロバータ・フラックとダニー・ハサウェイの楽曲を元にした、ルーサー・ヴァンドロスとのデュエット「ザ・クローサー・アイ・ゲット・トゥ・ユー」(The Closer I Get to You) で、ヴァンドロスがフラックのパートを歌い、ビヨンセはハサウェイのパートを歌っている。この楽曲はヴァンドロスのアルバム『ダンス・ウィズ・マイ・ファーザー』(Dance With My Father) にも収録され、第46回グラミー賞ベストR&Bパフォーマンス賞のDuo or Group with Vocals部門を共有した。この他にも、2004年の授賞式でビヨンセは、ソロ活動でベスト女性R&Bボーカルパフォーマンス賞、ベストコンテンポラリーR&Bアルバム賞を含む5部門のグラミー賞を受賞した。
このアルバムの大成功により、2003年11月に初のソロツアー「デンジャラスリィ・イン・ラブ・ツアー」(Dangerously in Love Tour) を行い、イギリス、アイルランド、オランダの3か国を廻った。11月10日のロンドンのウェンブリー・アリーナでのコンサートの模様は、翌年2004年のライブアルバム『ライヴ・アット・ウェンブリー』(Live at Wembley) に収録された。
2004年の第38回スーパーボウルでは、アメリカ国歌「星条旗」を熱唱した。プレーショウの出演者の中で唯一の黒人女性のビヨンセはABCのインタビューで、アメリカの黒人女性はいまだに白人女性以上に努力しないと成功できないと語り、メイクやスタイリストなどステージに必要なものは全て自分で用意しなければならなかったこと、リハーサル回数が他のアーティストよりも多く、自分の実力が何かを証明しなければならない気持ちになったが、細かいことはその場で口を挟まなかったことなどを語った。この問題はのちの2008年に再燃して、ある雑誌がビヨンセの写真を露骨に加工し、肌の色を明るい小麦色にしたことで、論争が巻き起こった。

### 2005-2007年：B'DAY
2005年4月から、日本の広島公演を皮切りに行われたデスティニーズ・チャイルドのワールドツアー「デスティニー・フルフィルド…アンド・ラビィン・イット」(Destiny Fulfilled... and Lovin' It ) 中の6月11日、スペインバルセロナでのライブ中、突然グループ解散を発表。9月10日のカナダバンクーバーでデスティニーズ・チャイルドとしての最終公演を行なった。また、9月にリリースされたルーサー・ヴァンドロスへのトリビュートアルバム『ソー・アメイジング〜オールスター・トリビュート・トゥ・ルーサー・ヴァンドロス』(So Amazing: An All-Star Tribute to Luther Vandross) において、スティーヴィー・ワンダーと「ソー・アメイジング」(So Amazing) をデュエットした。
12月には、ラッパーのスリム・サグをフィーチャーしたニューシングル「チェック・オン・イット」(Check On It) をリリース。この楽曲は、ビヨンセがザニア役としてクルーゾー警部役のスティーヴ・マーティンと共演し、2006年2月に公開された映画『ピンクパンサー』(The Pink Panther) の主題歌で、デスティニーズ・チャイルドのアルバム『ナンバーワンズ』(#1's) と、映画『ピンクパンサー』サウンドトラックに収録された。
2006年9月4日、25歳の誕生日であるこの日に2ndアルバム『ビー・デイ』(B'Day) をリリース。日米同時発売で、当日は日本武道館でバースデーライブ「HAPPY B'DAY PARTY」が開催され、アルバム曲を世界初披露するなど、世界的に配信されるメモリアルライブとなった。アルバムからは、先行シングル「デ・ジャ・ヴ feat. Jay-Z」(Déjà vu)、「リング・ジ・アラーム」(Ring The Alarm) （アメリカのみ先行）がヒットした。12月には、同名ブロードウェイ・ミュージカルを映画化した『ドリームガールズ』に主演。サウンドトラックもビルボード・ホット200で1位を記録し、シングルカットされた「リッスン」(Listen) もヒットした。
また同じく12月には、アルバム『ビー・デイ』からの3枚目のシングル「イレプレイスブル」(Irreplaceable) が、2007年1月に跨いで10週連続1位を記録。これまでのソロキャリアで最も多く1位にランクインした楽曲となり、2007年ビルボードチャート・シングル部門で年間1位を記録した。この楽曲はオーストラリア、ハンガリー、アイルランド、ニュージーランドでも1位になるなど、世界的にもヒットした。
また、「アップグレイド・ユー」(Upgrade U)、翌年2007年リリースの「ゲット・ミー・ボディード」（Get Me Bodied）、イギリス圏のみリリースの「グリーンライト」(Green Light) などヒットし、アルバム『ビー・デイ』(B'Day) は第49回グラミー賞で4部門のノミネートを受け、最優秀コンテンポラリーR&Bアルバム賞を受賞した。また、シャキーラとのデュエットシングル「ビューティフル・ライアー〜華麗なる反撃」(Beautiful Liar) も新曲として発表。この楽曲や「リッスン」、新曲「ウェルカム・トウ・ハリウッド」（Welcome to Hollywood）など5曲をさらに加えた『ビー・デイ』の豪華版 (Deluxe Edition) も再発売された。

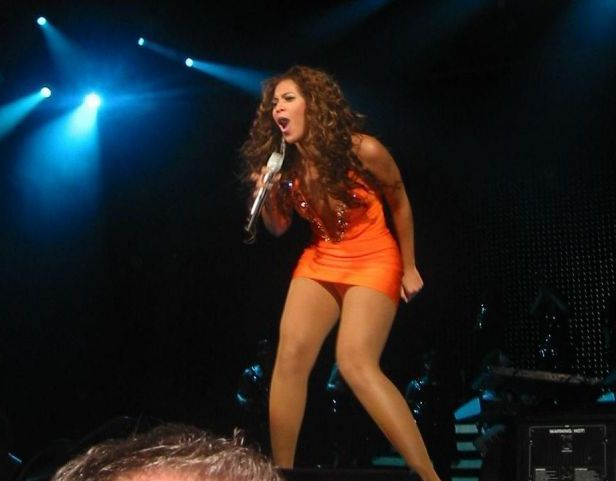
「The Beyoncé Experience」ツアーで「Dejavu」を歌うビヨンセ

さらに2007年4月10日からは、約8か月半にわたる初の大規模なワールドツアー「ザ・ビヨンセ・エクスペリエンス」 (The Beyoncé Experience) を日本の東京ドームからスタートさせた。このツアーはオーストラリア、ヨーロッパ、北アメリカ、アフリカを凱旋し、計96公演となった。このライブを日本から始めた理由についてビヨンセは、日本が大好きな国で、25歳の誕生日を祝ってもらったり、本当に素晴らしいところで世界一最高のファンがいてくれるからだと述べ、日本からツアーを始めることでいいバイヴやエネルギーをもらえると語った。
この初のワールドツアーのバックバンド10名は全員女性で、日本人ピアニストの辻利恵もメンバーとして参加した。この専属バンド「シュガ・ママ」 (Suga Mama) のミュージシャンたちは、オーディションで集められ、「イレプレイスブル」のPVから初披露されていたメンバー。ツアーには、「ザ・ママス」 (The Mamas) と名付けられた3人組の黒人女性がバックヴォーカルとして参加した。ライブではバンド・メンバーがそれぞれソロパートを披露し、ビヨンセは8着の衣装を変えた。10月にはこのライブ映像を収録したリミックスCD＋ライブDVD『B'DAY〜ザ・ビヨンセ・エクスペリエンス・ライヴ』 (The Beyoncé Experience Live) がリリースされた。
2008年4月4日、長年の恋人といわれていたジェイ・Zと極秘結婚。友人や親族のみの結婚式を行うが、マスコミなどには結婚について詳細を一切語っていなかった。結婚指輪の下には「4」の数字「IV」のタトゥーを入れた。なお、婚約をした日はジェイ・Zの誕生日だった。

### 2008年-2009年：I Am...Sasha Fierce
2008年11月、3rdアルバム『アイ・アム…サーシャ・フィアース』 (I Am... Sasha Fierce) をリリース。このアルバムは初の2枚組アルバムで、自身をより深く素直に表現した静的な「I Am」サイドと、情熱的でセクシーなステージ上のビヨンセを表現した「Sasha Fiears」サイド（もう一人の別人格の自分で、サーシャという名は従姉妹・アンジーから名付けられた）で構成されている。それぞれのサイドから先行シングルとして「イフ・アイ・ワー・ア・ボーイ」(If I Were A Boy)、「シングル・レディース」(Single Ladies) の対照的な2曲がリリースされた。これまでのビヨンセになかったスローテンポで静観的な趣の「イフ・アイ・ワー・ア・ボーイ」は、日本の音楽番組『ミュージックステーション』で世界初披露された。アップテンポの「シングル・レディース」は、ビルボードチャートで4週1位を獲得する大ヒットとなった。

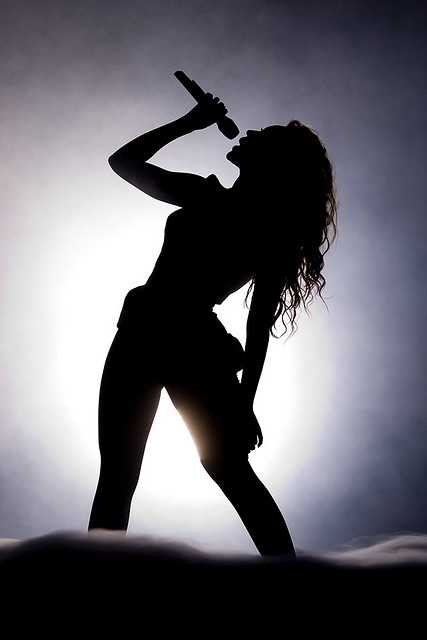
「I Am... World Tour」のオープニング（2009年）

2009年1月に行われた、バラク・オバマの大統領就任パーティーでは、オバマが楽屋裏で、「シングル・レディース」の片手をヒラヒラさせるダンスの振り付けを披露し、その映像がネット上でも話題となった。オバマは、次女の名前が「Sasha」であることから、ビヨンセに関心があったと絶賛した。このパーティーでは、映画『キャデラック・レコード 音楽でアメリカを変えた人々の物語』 (Cadillac Records) からの楽曲「アット・ラスト」 (At Last) もビヨンセは披露し、チークダンスのテーマ曲としてパフォーマンスをした。シングル「アット・ラスト」はサウンドトラック『キャデラック・レコード』(Cadillac Records: Music from the Motion Picture) に収録されている。
2009年2月、『アイ・アム...サーシャ・フィアース』からの次のシングルとして「ヘイロー」(Halo)、「ディーヴァ」(Diva) をそれぞれリリース。「ヘイロー」は、発売当初は爆発的なヒットに至らなかったが、ビヨンセのこれまでのキャリアにおいて最も長くビルボード・ホット100内にキープされた楽曲となった。また、「ヘイロー」はのちに歌詞を少し変えて、マイケル・ジャクソンへのトリビュートとして歌われたりする楽曲となった。4月には、自身主演で製作総指揮も兼任したサスペンス映画『オブセッション 歪んだ愛の果て』(Obsessed) も全米で公開された。
その後も『アイ・アム...サーシャ・フィアース』から、「エゴ」(Ego)、「ブロークン・ハーテッド・ガール」(Broken-Hearted Girl) もシングルカットされた。「エゴ」はカニエ・ウェストをフィーチャーしたリミックスも発売された。6月には、「スウィート・ドリームス」(Sweet Dreams) をリリースし、日本で本人出演のクリスタルガイザーのCMソングになった。この楽曲はアルバムリリース前に、自身のウェブサイトにて「Beautiful Nightmare」のタイトルで“新曲”として発表していたトラックだった。

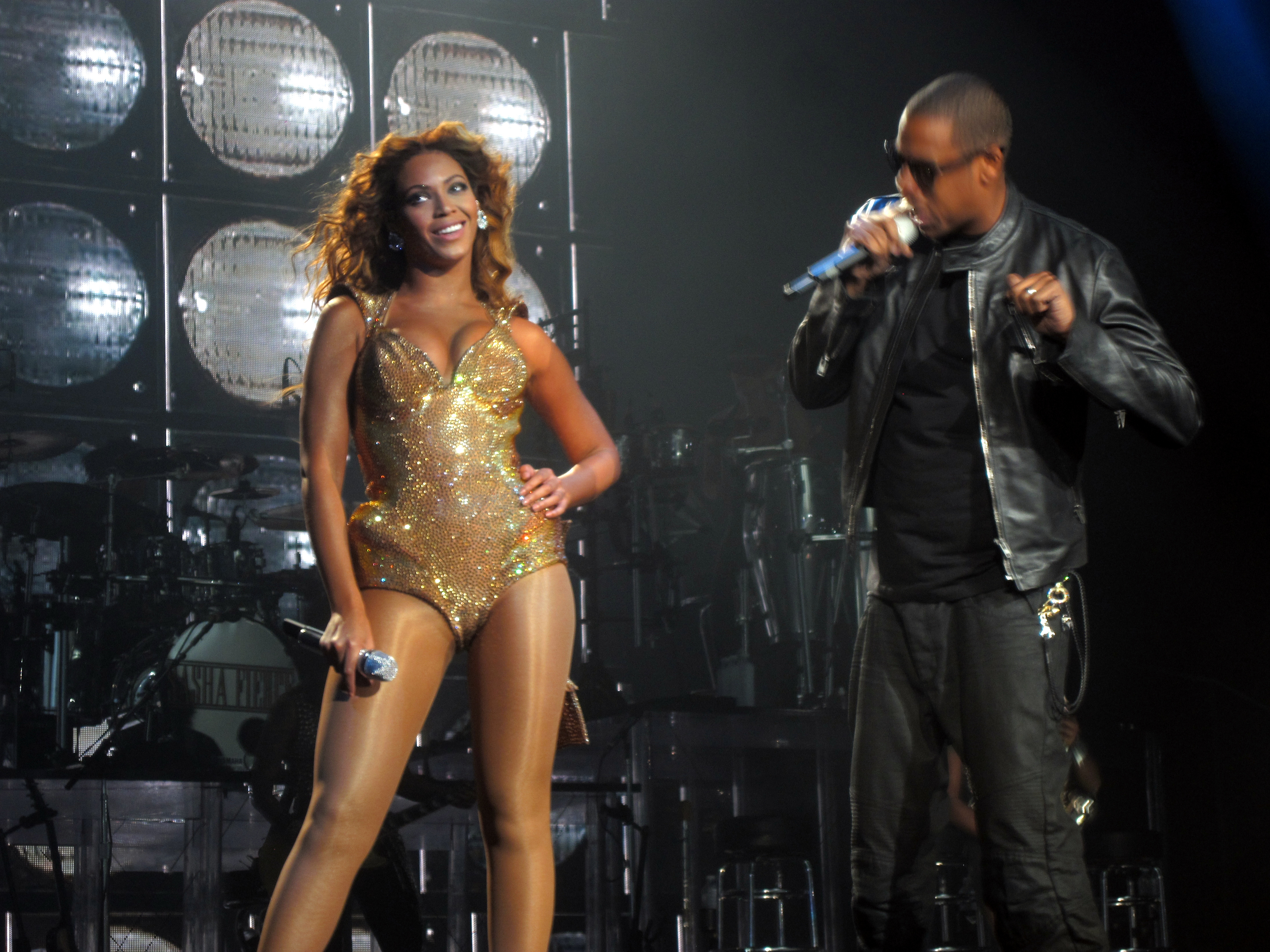
「I Am... World Tour」で生ラップを披露するジェイ・Z

3月から始まった4回目のソロツアーであり、2度目の大規模なワールドツアー「アイ・アム...ワールド・ツアー」(I Am... World Tour) は、北アメリカ、ヨーロッパ、アジア、オーストラリア、中東、南アメリカを凱旋し、翌年2010年2月までに計108公演が行われた。頭の「クレイジー・イン・ラブ」(Crazy In Love) のパフォーマンスでは、数ヴァースのラップのためにジェイ・Zが一曲目から生登場したり、ライブ中盤ではサーカスのようにワイヤーリフトで宙吊りになってくるくる回転しながら観客により近い真中の第2ステージに移動しパフォーマンスをするなど豪華なステージングとなった。ティエリー・ミュグレーによる70着以上のコスチュームも話題となり、ビルボード誌のコンサート興行収入ランキングでも1位を獲得するなど過去最大級の成功を収めた。この世界各国のライブ映像をまとめたDVD『アイ・アム...ワールド・ツアー』(I Am... World Tour) に収録され12月にリリースされた。
さらに、このワールドツアーの合間に、8月にはサマーソニック'09のヘッドライナーとして日本に再来日し、10月には神戸、大阪、名古屋などで5公演の単独来日ツアーを行なった。この単独公演は、「アイ・アム...ワールド・ツアー」とは、全く別に練られたステージングとプロダクションで行われた。
6月25日のマイケル・ジャクソンの急逝に際しては、「人生とは、何回呼吸をするかではなく、何度息をのむほどの瞬間があるかどうかだと思うの。彼のアートを見て、感じて、聴いた人はみんな、この時代に生きていること、マイケルのマジックを経験することができたことを、光栄に思うでしょう。愛しているわ、マイケル」という哀悼の言葉を自身のウェブサイトで発表した。

### 2010年-2012年：4、出産
ワールドツアー「アイ・アム...ワールド・ツアー」(I Am... World Tour) 敢行途中で発表された第52回グラミー賞で本年度最多10部門でのノミネーションを記録し、ローリン・ヒルと並ぶ、最多ノミネートのタイ記録となった。1月31日の授賞式でも、アルバム『アイ・アム...サーシャ・フィアース』(I Am... Sasha Fierce) が年間最優秀アルバム賞、シングル「ヘイロー」(Halo) は年間最優秀レコード賞、「シングル・レディース」(Single Ladies) が年間最優秀楽曲賞など、本年度最多6部門を受賞し、女性アーティストでは史上最多受賞となり、歴代でも獲得数3位タイという偉業を成し遂げた。なお、年間最優秀楽曲賞はビヨンセにとって初めての獲得だった。
また、ビヨンセがフィーチャリングアーティストとして参加したレディー・ガガのシングル「テレフォン」(Telephone) が1月にリリース。ビヨンセはプロモーションビデオにも出演した。「テレフォン」は3月15日、ビルボードのポップソングチャートにおいて1位を獲得した。これにより、フィーチャーされたビヨンセは6曲の全米1位シングルを持つことになった。

「4 Intimate Nights with Beyoncé」ライブでのビヨンセ（2011年8月）

1月下旬、母の助言を聞き入れ、ブレイクを発表。おもな芸能活動を休止して約9か月の休暇をとった。この間にこれまでビヨンセの全マネージメントを務めていた父親・マシュー・ノウルズから独立することを決意する。父とビジネス上の袂を分かち、以後、夫・ジェイ・Zと二人三脚で全マネージメントをすることになった。これは、初めて身ごもった子を流産したことや、これまでビジネス一辺倒だけの関係であった父との関係を変え、私生活における家族としての「父と娘」の繋がりを保つため、父親から独立しなければいけないと考えたためだったとビヨンセはのちに述べている。
この父親との「ビジネス上での決別」は休暇中の3月、公に正式発表された。なお、2009年後半に父マシューの不倫や隠し子が発覚し、母ティナが離婚を申し入れ調停となっていた（のちに両親の離婚成立）。また、イギリス王室から要請されていた4月のウィリアム王子の結婚披露宴でのパフォーマンスも、夫・ジェイ・Zの甥の大学の卒業式に参加するためという理由で辞退した。
6月、4thアルバム『4』 (4) を発表。ビルボード・ホット200チャートで初登場1位となり、史上3人目となるデビューからアルバム4作連続首位を達成した。しかし先行シングル「ラン・ザ・ワールド」(Run the World (Girls) ) のセールスは思ったほど伸びず、「シングル・レディース」のような大ブームにならなかった。「ラン・ザ・ワールド」のミュージック・ビデオは、フランシス・ローレンスが監督し、モハーヴェ砂漠で200人を超えるダンサーが参加し3日間撮影され、それまでのビヨンセにとって最大規模の大作だった。起用された8人の振付師の中には、ビヨンセがYouTubeでパフォーマンスを見初めて連絡を取ったモザンビークのダンス・チーム「Tofo Tofo」の二人がいたが、彼らはビヨンセの存在を知らなかったというエピソードがある。また、この頃からビヨンセのバック・ダンサーに双子のフランス人男性ダンサー「Les Twins」が参加しはじめた。
アルバム『4』からは他に「ベスト・シング・アイ・ネヴァー・ハド」(Best Thing I Never Had)、「パーティー」(Party)、「ラブ・オン・トップ」(Love on Top)、「カウントダウン」(Countdown) などのポップ・ナンバーが次々とシングルカットされてヒットした。なお、アルバムタイトルの『4』の由来についてビヨンセは、「4」という数字は、自身の誕生日（9月4日）、母の誕生日（1月4日）、夫の誕生日（12月4日）など、自分にとって特別な数字だからだとし、そのため結婚式も4月4日にしたとビルボード誌で語っている。
2011年8月中旬にニューヨークで4日行われたレジデンシー・ショウ「4 インティメイト・ナイツ・ウィズ・ビヨンセ」(4 Intimate Nights with Beyoncé) は、収容人数がわずか2,500人の「ローズランド・ボールルーム」(Roseland Ballroom) でのライブだったが、4公演約1万枚のチケットが22秒で完売する記録になった。
その約10日後の8月28日、MTVビデオ・ミュージック・アワードにおいて、「ラブ・オン・トップ」のパフォーマンス直後に衣装のブレザーのボタンを外してお腹を示し、妊娠していることを発表。世間を驚かせた。2012年1月7日に長女を出産し、子供は「ブルー・アイヴィー」(Blue Ivy) と名付けられた。2日後に夫ジェイ・Zが発表した楽曲「グローリー」(Glory) では、過去に流産した経験など子供を授かるまでの道のりが明かされている。『4』からのシングル「Love on Top」が2012年3から4月にかけてビルボード R&Bチャートで7週連続1位を獲得した。
2012年5月25日から28日、出産後初のライブ「レヴェル・プレエンツ：ビヨンセ・ライブ」(Revel Presents: Beyoncé Live) をアトランティックシティで開催。この年に死去したホイットニー・ヒューストンとドナ・サマーの楽曲を取り上げ追悼した。
マイケル・ジャクソンの3回忌には、自身のウェブサイトで、「ガールズ・タイム」(Girl's Tyme) 時代の最初のプロデューサーから勧められてジャクソン5の「フーズ・ラヴィン・ユー」(Who's Lovin' You) を何度も繰り返し聴くうちに、「時には、テクニックにとらわれることなく、気持ちの赴くまま歌えばいい」ということをマイケルの歌から教えられ、ソウル（魂）を学んだと追悼の言葉を述べた。

### 2013年-2015年:BEYONCÉ

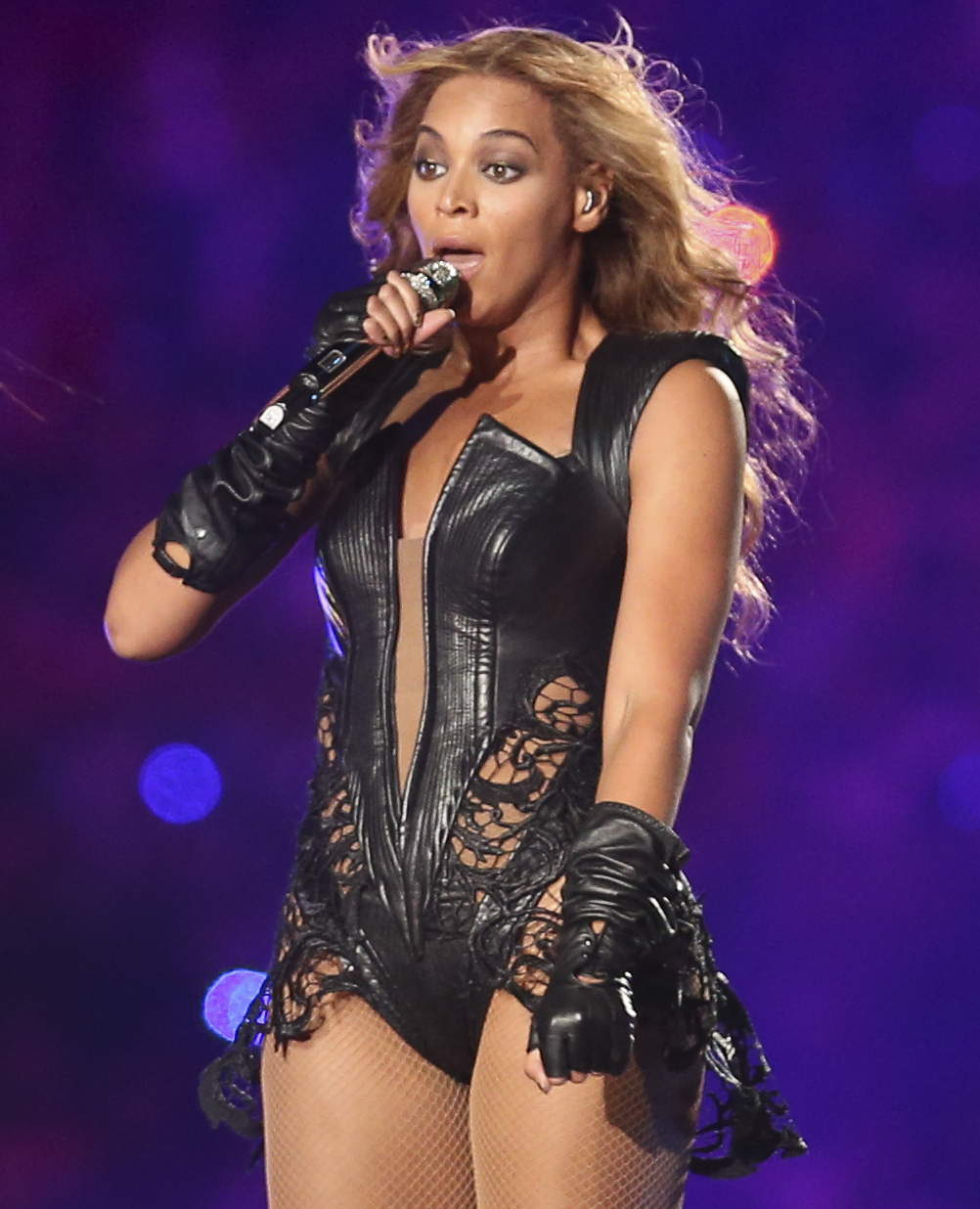
スーパーボウルのハーフタイムショーでのビヨンセ（2013年）

2013年1月、デスティニーズ・チャイルドとして、新曲「ヌクリア」（Nuclear）を含めた、新しいコンピレーション・アルバム『ラブ・ソングス』(Love Songs) をリリース。同月、バラク・オバマ米大統領の2度目となる就任式で、アメリカ国歌「星条旗」を披露した。2月には、第47回スーパーボウルのハーフタイムショーに出演し、そのパフォーマンスの最中のTwitterには、1分間に26万8000ツイートが記録された。同月に行われた第55回グラミー賞においては、「ラブ・オン・トップ」(Love on Top) が最優秀トラディショナルR&Bパフォーマンスを受賞した。
4月からは、翌年の2014年3月までに全132公演を予定する巨大なワールドツアー「ザ・ミセス・カーター・ショウ」(Mrs. Carter Show World Tour) が、セルビア・ベオグラードを皮切りにスタートした。この5回目のソロツアーは3度目のワールドツアーとなり、ヨーロッパ、北アメリカ、南アメリカ、オーストラリアを凱旋する。
5月には、アンドレ3000と共にエイミー・ワインハウスの楽曲「ブラック・トゥー・ブラック」(Back to Black) をカバー。この楽曲は、映画『華麗なるギャツビー』( The Great Gatsby) のサウンドトラックに収録された。その他2013年ビヨンセは、ケリー・ローランドの「ユー・チェンジド」(You Changed) や、ザ・ドリームの「ターント」(Turnt)、あるいは、夫であるジェイ・Zの「パートII オン・ザ・ラン」(Part II (On the Run) )、「トム・フォード」(Tom Ford)、「BBC」といった楽曲に参加し、コラボレーションを行った。

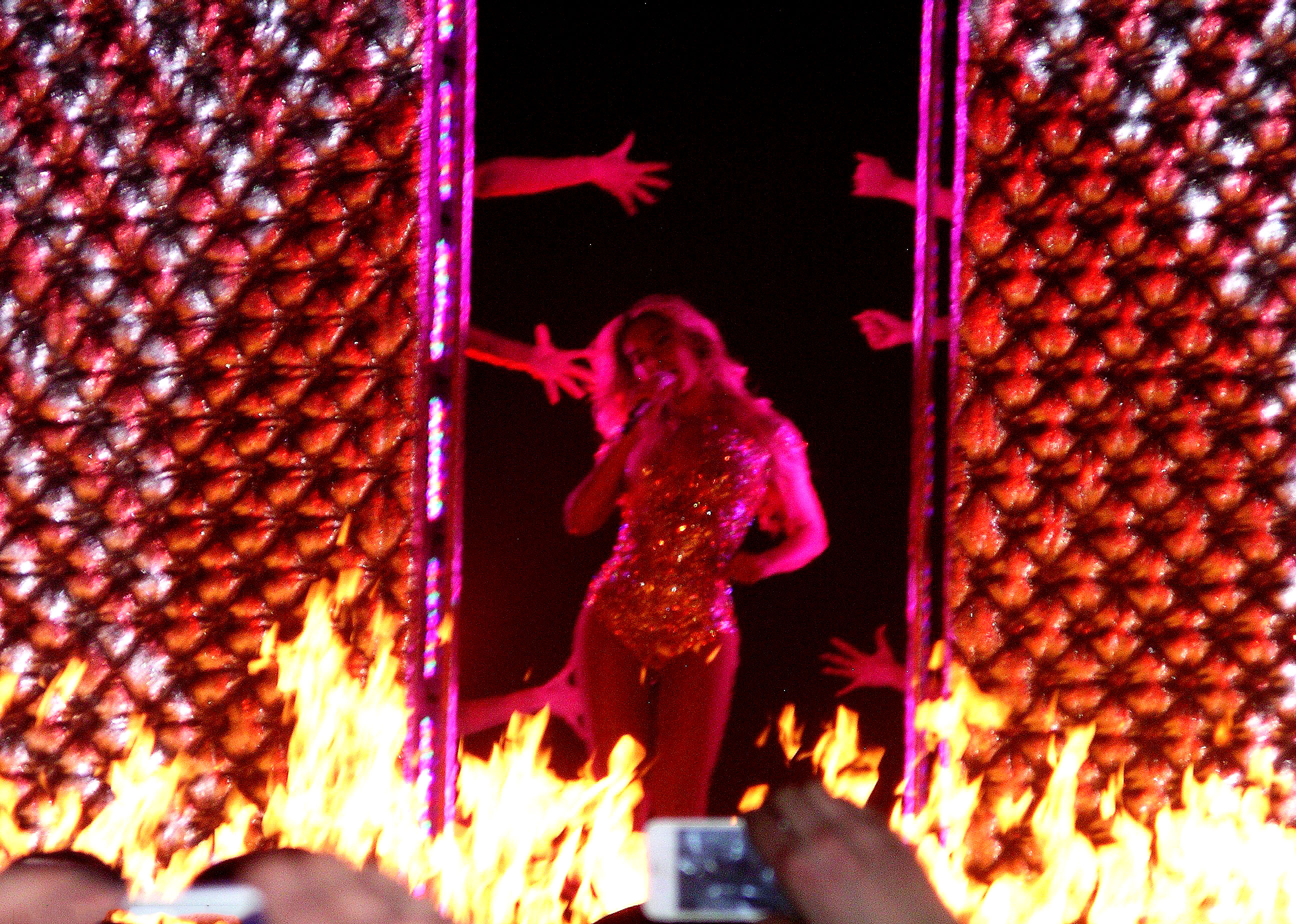
「The Mrs. Carter Show World Tour」で炎に包まれるビヨンセ（2013年）

2013年は、正式なシングルリリースは無かったものの、ペプシのCMソング「グロウン・ウーマン」(Grown Woman) や、H&MCMソング「スタンディング・オン・ザ・サン」(Standing On The Sun)、ホームページで公開された「ボウ・ダウン/アイ・ビーン・オン」(BOW DOWN/I Been On) などの新曲を次々と公開し、ニューアルバムをリリースするのではないか、といった噂が度々流れていた。ニーヨやジャスティン・ティンバーレイク等もビヨンセと共にスタジオに入ったことを雑誌のインタビュー等で語っており、リリースは間近とされながらも正式なリリース発表はなく、2014年を迎えようとしていた。
そして12月13日、突如5thアルバム『ビヨンセ』(BEYONCÉ) を全世界のiTunes Store限定でリリース。事前の宣伝は全くなく、先行シングルもないという異例の状態でのサプライズ・リリースとなった。ビジュアル・アルバムと銘打たれたこの作品は、14曲の新曲と、17編のビデオ映像で構成されている。ビデオはヒューストンや、パリ、リオデジャネイロ、シドニーといった世界各地で極秘に撮影された。Twitterでは発売から12時間で120万ツイート以上を記録した。
『BEYONCÉ』は、発売から3日間で61万7千ダウンロードを売り上げ、ビルボードチャートでは初登場1位を記録した。これでビヨンセは、デビューからアルバム連続5作すべて初登場1位を獲得した史上初の女性アーティストになった。61万7千ダウンロードという数字は、アメリカ国内における2ndアルバム『ビー・デイ』(B'Day) の54万1千枚をデジタルセールスのみで上回った形となり、彼女のキャリアにおいて史上最高の初動セールスとなった。また、全世界での売り上げは3日間で82万8千ダウンロードに達した。これは、iTunes Storeにおける史上最速セールスとなり、6日後には100万ダウンロードに上り、104か国で1位となった。
2014年1月には、第56回グラミー賞授賞式のオープニング・パフォーマーとして登場し、夫・ジェイ・Zと共に『BEYONCÉ』の収録曲「ドランク・イン・ラヴfeat.ジェイ・Z」(Drunk in Love) のパフォーマンスを披露した。

### 2016年-現在:LEMONADE

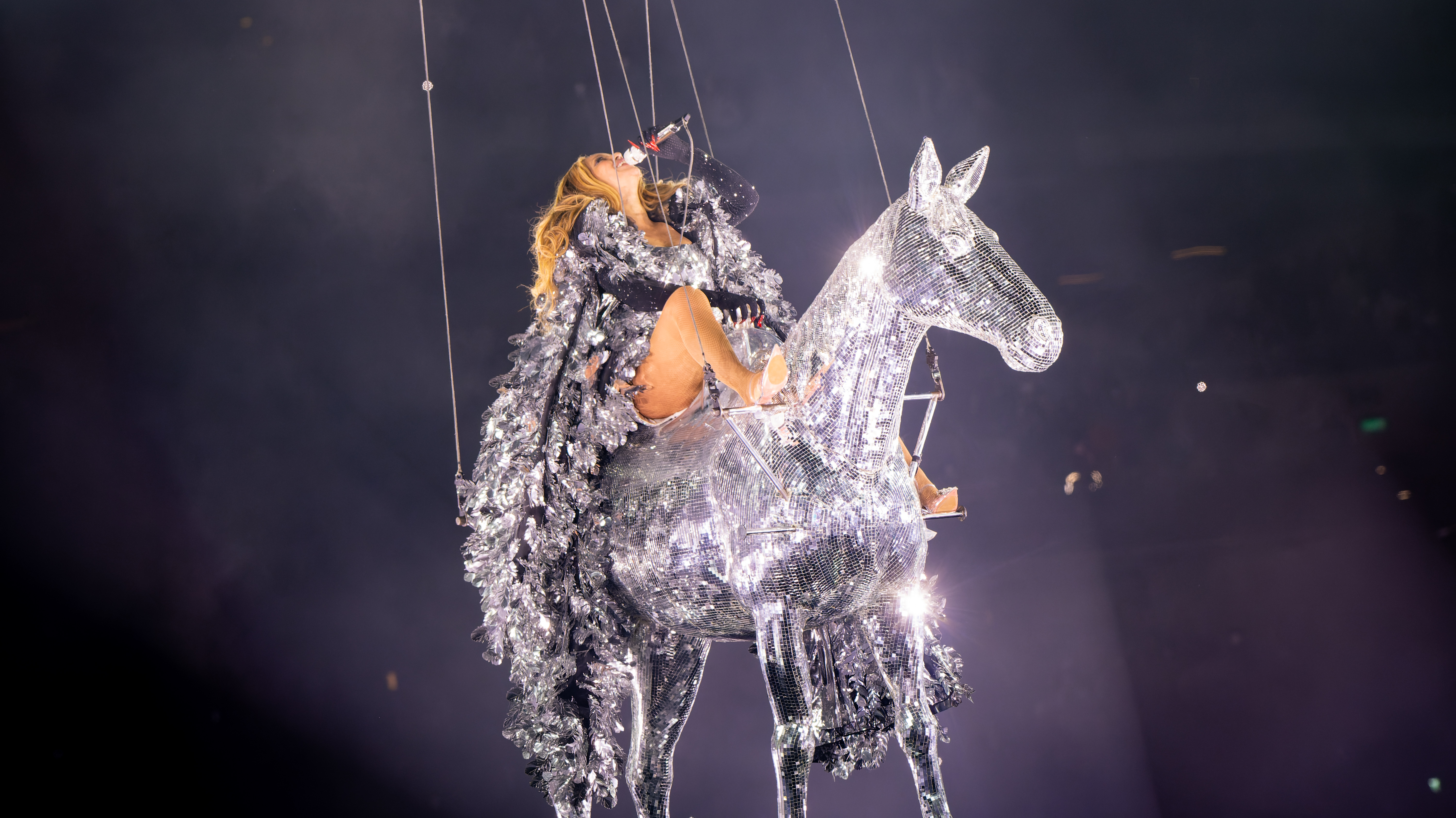
「Renaissance World Tour」で馬にまたがって歌うビヨンセ（2022年）

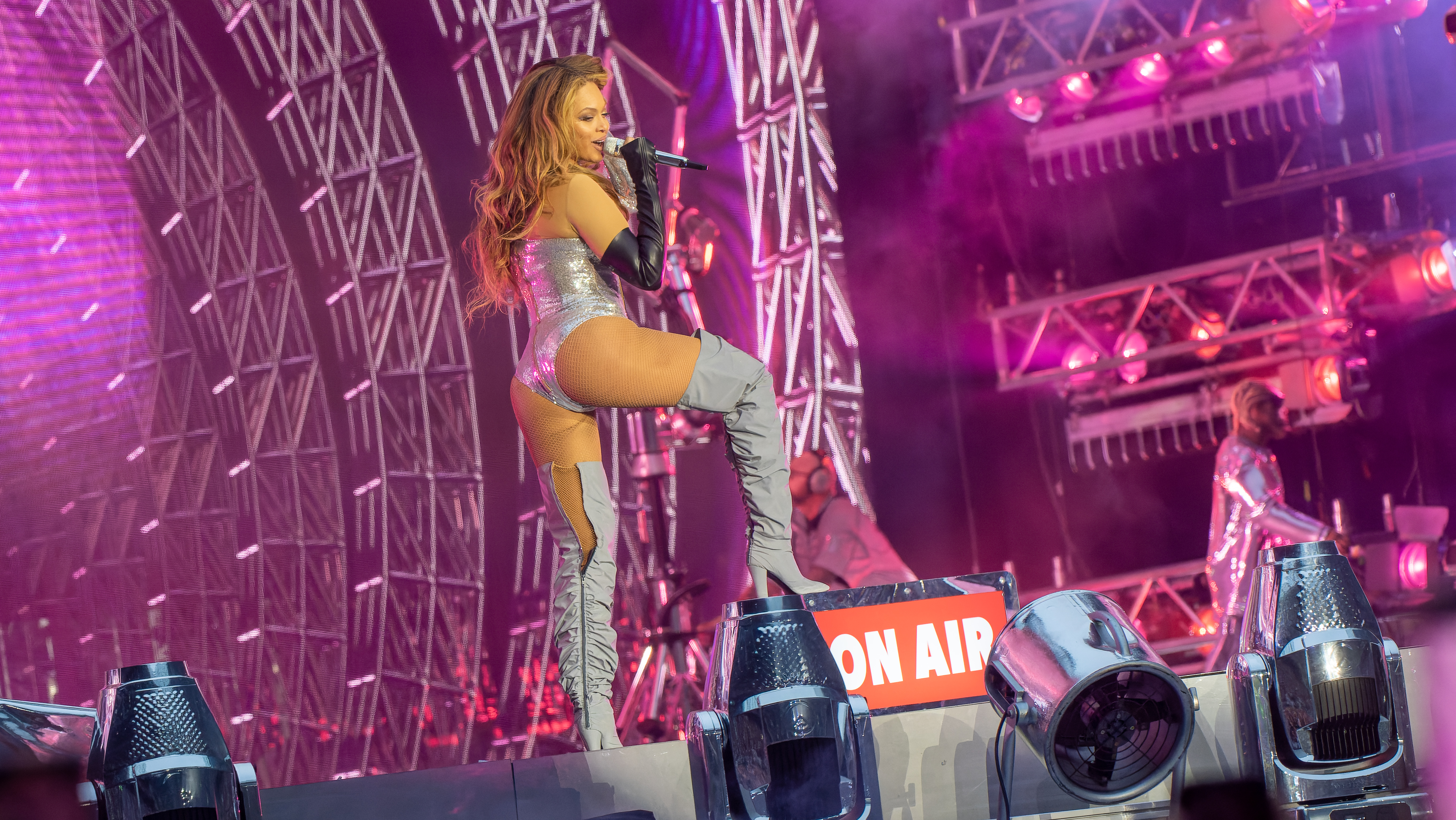
「Renaissance World Tour」のロンドン公演（2022年）

2016年2月6日、新曲「Formation」(Formation)を発表。曲の中で、女性として自立することの大切さを訴えつつも、アメリカで相次いでいる、警察による黒人射殺事件から生まれたスローガン「Black Lives Matter」（ブラック・ライヴズ・マター：黒人の命も大切だ）を意識し、自身の出自や人種的ルーツを語りながら「ブラックであること」を誇りに感じていことを表明した、メッセージ性の強い楽曲となった。
その翌日の2月7日、第50回スーパーボウルのハーフタイムショーに出演。コールドプレイとブルーノ・マーズと共演。前述の「Formation」も披露された。
4月24日、前作に続き予告なしに6thアルバム『レモネード』(Lemonade)を発表。夫のジェイ・Zがオーナーを務める音楽ストリーミングサービス、Tidalでの限定配信が開始された。その販売方法に加え、夫であるJay-Zの不貞というパーソナルな話題から黒人女性として生きていくことといった社会的な側面にもフォーカスした作品となっており大きな注目を集めた。世界各地のチャートで1位を獲得したほか、Rolling StoneやThe Guardianといった大手音楽メディアから「2016年最も素晴らしかったアルバム」に選ばれるなど批評家からも圧倒的な支持を集めた。
2017年6月に双子を出産した。
2022年、7枚目のアルバム『ルネッサンス』を発表、2024年には8枚目の『カウボーイ・カーター』を発表。
2024年、ビヨンセとジェイ・Z夫妻と極めて親しい関係にあったショーン・コムズが性的人身売買や斡旋、性的暴行の罪で逮捕された際にはビヨンセのインスタグラムのコメント欄にショーンとの繋がりについて糾弾するコメントが殺到した。夫妻はこの件について沈黙を貫くことを決めたと報じられている。12月8日にはジェイ・Zがショーンと共謀して13歳の少女に性的暴行を働いたとして民事告訴された。しかし、この訴えは後に棄却された。
10月25日、カマラ・ハリス（民主党）の集会に参加し、2024年アメリカ合衆国大統領選挙ではハリスを支持することを表明した。
12月25日、NFLのクリスマスゲームのハーフタイムショーに出演。『カウボーイ・カーター』からの楽曲とデジタルシングル「MY HOUSE」を含む全10曲のメドレーを披露した。パフォーマンスはNetflixで全世界へ生中継された。

## 映画出演

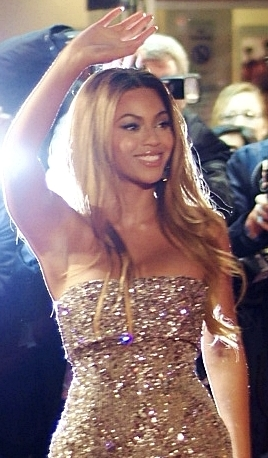
映画『Dreamgirls』のプレミアにて（2006年）

女優業にも興味を持っていたことから、特に演技の準備もせず、MTVでメキ・ファイファーと共に、2001年にヒップホペラ（ヒップホップ・オペラの合成語）『カルメン：ア・ヒップ・ホペラ』(Carmen: A Hip Hopera) に出演。これは、1954年にハリー・ベラフォンテとドロシー・ダンドリッジが共演したミュージカル映画『カルメン』のリメイクで、女優デビューした作品となった。
2002年7月、映画『オースティン・パワーズ ゴールドメンバー』(Austin Powers in Goldmember) では、フォクシー・クレオパトラ役でマイク・マイヤーズと共演。ビヨンセはアフロヘアーになって演じた。また、同映画サウンドトラックにザ・ネプチューンズプロデュースによる初のソロシングル「ワーク・イット・アウト」(Work It Out) を提供するも、イギリスでトップ10、オランダ・オーストラリアではトップ40と奮わなかった。アメリカでもラジオでほとんど曲が流れず、PVもMTV, VH1 Soulなどでわずかに露出しただけであった。
2004年、キューバ・グッディング・JrとMTV映画『ファイティング・テンプテーションズ』(The Fighting Temptations) に出演。主題歌「ファイティング・テンプテーション」ではミッシー・エリオット、Free, Lyte M.C.をフィーチャリング。映画はほどほどの興行成績を収めたが、曲はそれほどヒットしなかった。
2006年2月10日には、ザニア役としてクルーゾー警部役のスティーヴ・マーティンと共演した『ピンクパンサー』がアメリカで公開された（日本では同年5月12日に公開）。映画の主題歌になったシングル「チェック・オン・イット」（Check On It) は5週連続全米1位を記録し、PVでは全身ピンクに装ったビヨンセがダンスを披露。ピンク色のヒールブーツは、自身もファンであるBAPEの特注品である。
同じく2006年には、人気コーラス・グループのシュープリームスをモデルにしたミュージカル『ドリームガールズ』の映画版に主演。ダイアナ・ロスをモデルにしたキャラクター、ディーナ・ジョーンズを演じた。カーティス役にジェイミー・フォックスのほかにエディ・マーフィ、ジェニファー・ハドソンなどが出演した。ビヨンセは役作りのために半年間の厳しい食事制限をし、とうがらしにメープルシロップとレモン水を混ぜたものを飲み、14日間で10キロもダイエットしたという。ちなみにその後は魚と野菜を中心とした食事で補い健康管理をし、撮影が終わるとフライドチキンなどの揚げ物を食べて元の体重に戻した。映画は12月にアメリカで公開され、ビヨンセはゴールデングローブ賞主演女優賞（ミュージカル・コメディ部門）にノミネートされた。
2008年12月全米公開のチェス・レコードを題材にした映画『キャデラック・レコード 音楽でアメリカを変えた人々の物語』(Cadillac Records) では、ブルース・シンガー、エタ・ジェイムスの役で出演し、エタの代表曲「アット・ラスト」 (At Last) 、「アイド・ラザー・ゴー・ブラインド」 (I'd Rather Go Blind) などを歌った。
2009年4月24日に全米で公開されたサスペンス映画『オブセッション』(Obsessed) は、公開と同時に全米No.1を記録。本作では出演のみならず、製作総指揮も兼任した。日本では劇場未公開となったが、『オブセッション 歪んだ愛の果て』という邦題で、2009年10月7日に日本版DVDが発売された。
2009年5月に公開されたアニメ映画『Wow! Wow! Wubbzy!: Wubb Idol』(Wow! Wow! Wubbzy!: Wubb Idol) にゲストで声の出演した。
2012年公開予定とされた『スタア誕生』のリメーク版映画（クリント・イーストウッド監督）で主演を務めることが決定していたが、妊娠・出産のため制作は延期された。
2013年2月に、自身でプロデュースした自伝的記録映画『ライフ・イズ・バット・ア・ドリーム』(Life Is But a Dream) を、HBOテレビで放映し、自身のプライベート・ビデオや愛娘の姿が公開された。
2013年5月に公開された3Dコンピュータアニメーション映画『エピック』(Epic) で、「Queen Tara」の声の吹き替えを担当した。

## ファッション・ブランド
2005年11月に、ファッション・ブランド「ハウス・オブ・デレオン」(House of Deréon) を、母親・ティナと共に立ち上げた。「デレオン」は裁縫士だったビヨンセの祖母・アグネスの名からちなんでいる。「ハウス・オブ・デレオン」が掲げる3つのテーマは、「クチュール」「ソウル」「エキサイトメント」。設立に先駆け、デスティニーズ・チャイルドのワールドツアー中の9月9日、ファッション・ロックス・コンサートで実際に服を何着か着て披露した。このファッションは、メイシーズ（アメリカ）などの有名百貨店で入手可能。また、日本のジュエリーメーカーサマンサ・タバサと契約し、バッグやジュエリーのプロデュースに参加したり、ビヨンセ自身が製造過程に関わっているフレグランスのブランド「Beyoncé」から、「HEAT」「PULSE」「HEAT RUSH」「MIDNIGHT HEAT」「RISE」などの香水も発売している。

## 人物・私生活

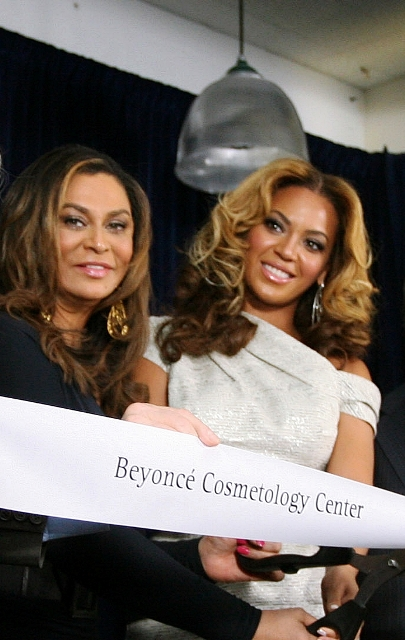
ビヨンセの左側は母・ティナ（2010年3月）

愛称の“Queen Bey”は“Queen Bee”と同発音。そのためライブでは蜜蜂や女王蜂のコスチュームを身につけることがよくある。また、アレルギーを持つ娘の治癒効果にハチミツが有効であることから、自宅で養蜂も営んでいる。
ヘアスタイルやヘアカラーを頻繁に変え、ロレアルのヘアカラーリング商品のテレビコマーシャルにも出演した。本人の地毛は黒人特有の黒いカーリーヘアであり、CM出演時も含めウィッグを愛用し、ブロンドがかったウェーブの髪型にしていることが多い。
ビヨンセがマイケル・ジャクソンを目標にしていることは有名である。デスティニーズ・チャイルド時代のライブで、マイケル・ジャクソンが自分たちの舞台のそでに立って見ているのを発見した時には、興奮のあまりその場で倒れそうになって歌詞をすっかり忘れてしまい、他の二人が穴埋めしたというエピソードがある。
マイケルの妹のジャネット・ジャクソンからも影響を受けており、「私たちがまだ幼かったころ、皆ジャネットをお手本にしてきた。「リズム・ネイション」「エスカペイド」といったジャネットの曲を踊ってきたの。私たちは多くの大会を勝ち抜いてきたけど、それは多くのことをジャネットから教わってきたからなの」と明かしている。

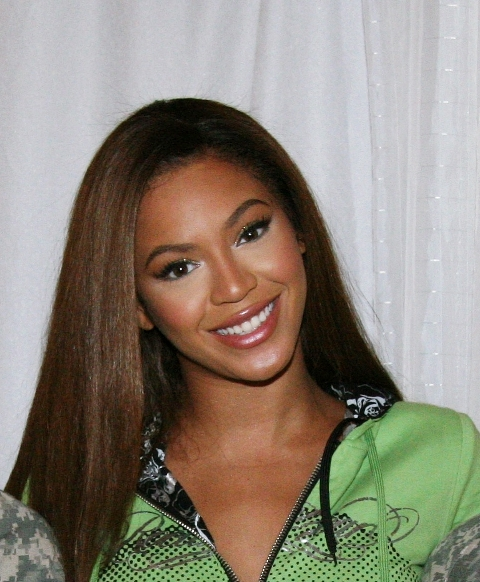
2010年

ビヨンセのワールドツアーにピアニストとして参加した唯一の日本人である辻利恵は、ビヨンセはメンバーそれぞれにソロパートを設けてくれるなど、バンド思いの人で、さらに裏表がない性格で、非常に優しい人物であると述べている。
ステージでのパフォーマンスのイメージと実際のビヨンセは大きくかけ離れ、そのギャップに驚く人々が多いという。ビヨンセ自身も、ステージ上での挑発的でグラマラスな人格を「サーシャ・フィアース」（もう一人の自分。サーシャという名は従姉妹のアンジーが名付けた）と呼び、現実の世界の自分はもっと傷つきやすい人間だと再三語っている。ステージ上で自分がまったくの別人に生まれ変わることに気づいたのは、少女時代に初めて出場した学校主催のタレント・ショーだったという。ステージに立つとビヨンセは無意識に「サーシャ」に変身し、ステージで何をしたのか後で覚えていないこともたびたびあり、高価なブレスレットを観客に向かって投げたことを覚えておらず、アシスタントのアンジーが慌ててそれを回収しに走らなければならなかったこともあったという。
また、ワールドツアー「ザ・ビヨンセ・エクスペリエンス」(The Beyoncé Experience) のフロリダ州オーランド公演の際（7月24日）、衣装のロングコートの裾にハイヒールのヒールを引っかけ、「リング・ジ・アラーム」(Ring The Alarm) のイントロで10数段の階段を頭から転げ落ちたハプニングがあった。その時も顎を打ち本気で痛かったが、とにかくとっとと立ち上がらなければと思い、その後すぐにガンガン髪を振り乱して、自分でもなんだったのか分からない状態で、びっくりしすぎて逆にハードにやっちゃえという感じだったと述べ、そういう失敗があると自分に腹が立って余計パフォーマンスに力が入るとCNNのインタビューにビヨンセは答えている。
対面取材した記者によると、ステージ裏の素顔のビヨンセは礼儀正しく控え目な印象であるという。しかし、プライベートでは夫への積極的な愛情表現はやはり情熱的であるところが垣間見え、また、祖母から母、自分に繋がる祈りの心や、何度も「神」の存在を口にして、「自分を超えたところにある神の意志」に自らを委ねようとする敬虔さを持つなど、一般的に想像するよりも保守的で女性らしい面がある。
妹のソランジュ (Solange Knowles) はデスティニーズ・チャイルドのバックダンサーを務めるなどしていたが、2004年にアルバム『ソロスター』(Solo Star) でデビュー直後、デスティニーズ・チャイルドに加入するとの噂も流れたが、結局メンバーになることはなく、アメリカンフットボール選手のダニエル・スミス(Daniel Smith) との子を妊娠し、結婚する（後に離婚）。ソランジュの息子・ジュールズ（甥）をビヨンセは可愛がっていて、第52回グラミー賞の授賞式にも帯同したり、2010年の約9か月間の活動休止の充電期間中も一緒にフロリダ州のディズニーランドへ行くなど行動を共にしていた。
好きな花については、香りだったらクチナシが好きだが、美しさに関しては蘭が一番好きだと言い、自身の結婚式には10万本のデンドロビウムを用意した。
ビヨンセ一家は「ポップス界のロイヤルファミリー」「黒人社会のロイヤルファミリー」と形容される。

## 論争

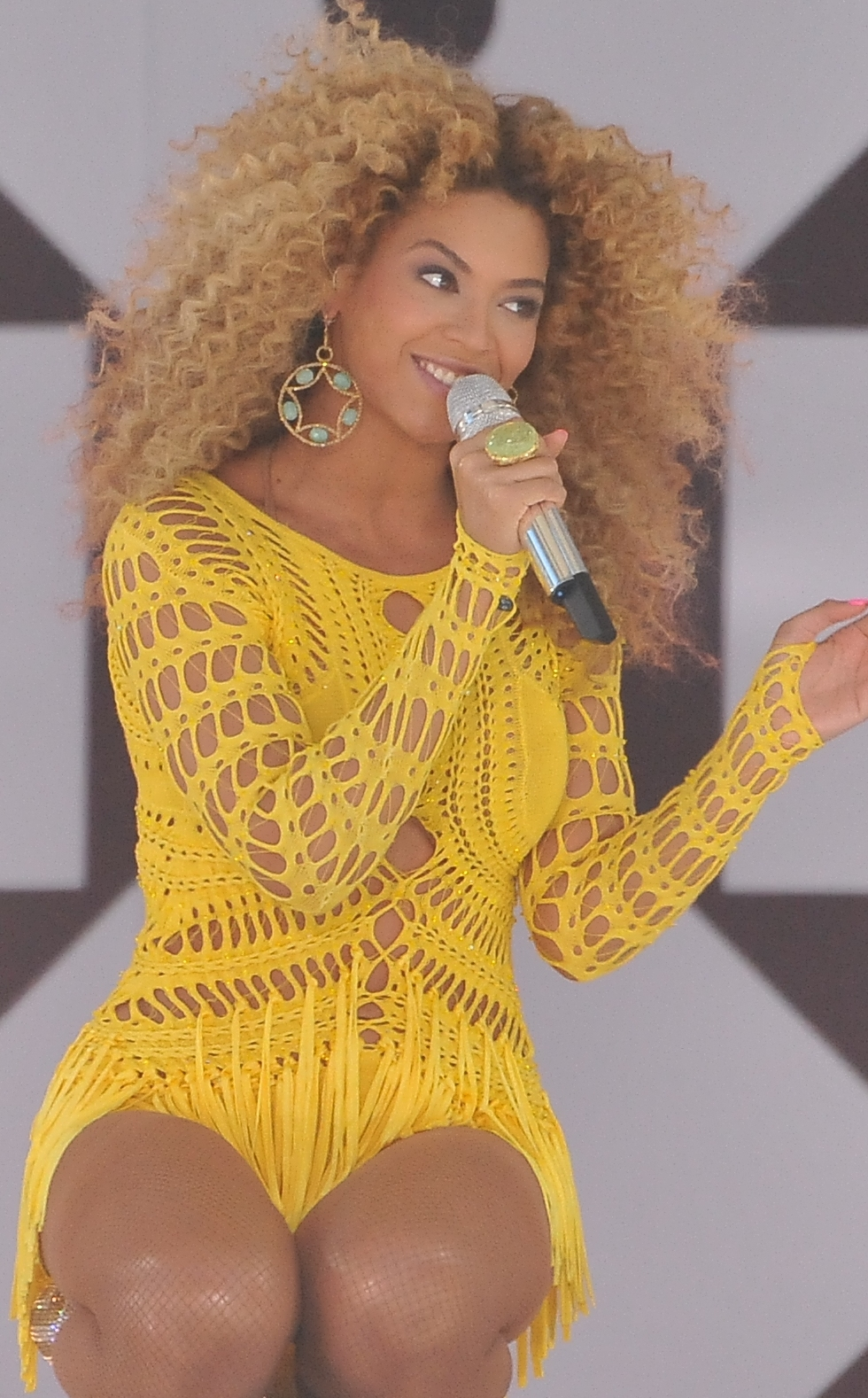
2011年

2003年7月4日にテレビ放送されたアメリカ独立記念日祝典で披露した「クレイジー・イン・ラブ」のパフォーマンスが論争を巻き起こす。ビヨンセがユリシーズ・S・グラント大統領の墓地の階段でふさわしくないダンスをしたとグラント・モニュメント協会は非難し、関係者に書状を送った。これに対し、グラント大統領のひ孫にあたるチャップマン・フォスター・グラントは「いまの世の中、あの方法で誰が気にかける？ だれが分かるか？ 年寄りが生きていたら、楽しんだかもしれない」とコメントした。
また、同年終わり頃に、ビヨンセは著作権侵害容疑でシンガーソングライターのジェニファー・アーマーという若い少女から告訴された。ジェニファーは楽曲をビヨンセのレーベルに送ったが、許可なく使用された、また2003年にヒットしたビヨンセのシングル「ベイビー・ボーイ」が自身の曲「Got a Little Bit of Love for You」の歌詞に似ていると主張。2006年10月頃、ヒューストン連邦裁判所は2つの曲が「ほとんど異なる」と原告側の訴えを全面的に却下する判決を下し、ビヨンセは無罪となった。ビヨンセは「今回のような訴訟が起きたことは残念だが、無罪となって安心したし、早く次に進みたい」とコメントを発表した。
2007年6月9日に、ダブリン（アイルランド）でのコンサート中、ステージ上で煙草を深く吸って吐き出す仕草の真似をした後、「最高ね」とつぶやくパフォーマンスをした。これに対し、アイルランド癌協会から「若者の間で影響力のあるビヨンセが、喫煙を魅力的なものとして推奨していることに対して腹立たしく、遺憾に思う。ビヨンセや彼女と同等の立場にある歌手には、自分たちの行動が将来ある若者に及ぼす甚大な影響について真剣に考えていただきたい」と抗議された。
彼女はよく公の場で毛皮製品を身に付けていたため、度々PETAから名指しで非難されていた。同団体を支持する歌手のP!NKからも「（毛皮を着ることを）問題ないとか、かっこいいって思ってるかもしれないけど、大間違い。何の毛皮を着てるのか知らないけど、ビヨンセがその動物から襲われればいいのにと思う」と非難されたこともあった。毛皮とは別件で、ビヨンセが飼っているペットのシーズー犬を放置しているという噂が流れたときには同団体に調査されるなど決して仲は良好ではなかったが、2007年頃からビヨンセが毛皮を身に付けなくなったため、PETAとの関係は改善しつつある。

## 記録

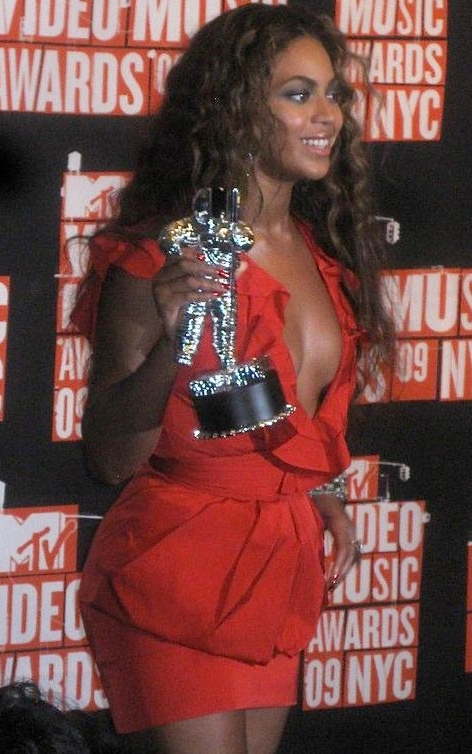
2009年度MTV Video Music Awardsにて

- アメリカ・イギリスで同時にアルバム・シングルともに1位を記録した、初の女性アーティスト。
- アフリカ系アメリカ人女性として初のASCAP Pop Awards "Songwriter of the Year" (2001)を受賞[57]。
- 2003年に最もセールスを記録した女性R&Bアーティスト。
- 2005年にアカデミー賞のベスト・オリジナル・ソング賞にノミネートされた5曲のうち、3曲をビヨンセが授賞式で歌った。
- ソロで5つのグラミー賞を獲得し、たった1年でアリシア・キーズ、ノラ・ジョーンズ、ローリン・ヒルを超える記録を打ち立てた。
- 5つのグラミー賞、4つのMTVビデオ・ミュージック・アウォーズ、Brit AwardsでBest International Solo Artist など、30以上の賞を受賞した。
- ビルボードシングルチャート「クレイジー・イン・ラブ」8週連続1位、「Baby Boy」9週連続1位、「Irreplaceable」10週連続1位
- ビルボードシングルチャート「Single Ladies」4週連続1位。「If I Were A Boy」最高3位。「Halo」最高5位。「Sweet Dreams」最高6位。
- 2010年のグラミー賞では女性アーティストとして最多タイ記録となる10部門でノミネートされ、主要部門とされる最優秀楽曲賞（「Single Ladies」）を初め6部門で受賞となった。これで自身の女性アーティスト最多の5部門受賞（2003年）の記録を塗り替え、6部門受賞という快挙を成し遂げた。
- 2004年MuchMusicが実施した「最もセクシーな女性20人」では1位になった。2005年は20位だった。
- 2007年のAskMen com.が実施した「最も魅力的な女性99人」という企画で、男性850万人の票を集め「理想の恋人1位」となった。

## 資産・収入

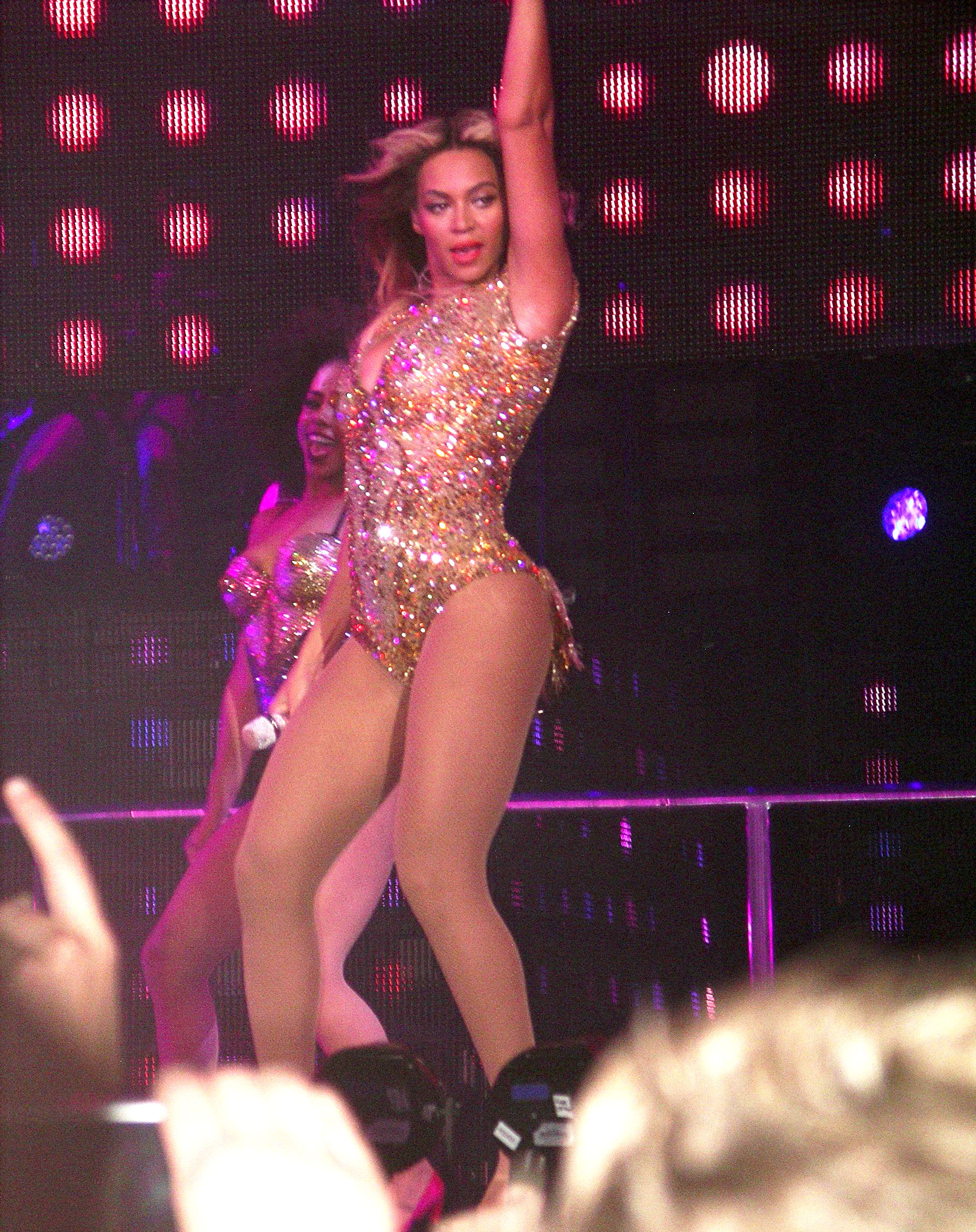
ワールド・ツアー「The Mrs. Carter Show World Tour」でのビヨンセ（ケルン、2013年）

2009年4月、雑誌『パレード』が「セレブの年収」を発表し、8,000万ドル（日本円で約80億円）を稼いだことがわかった。夫のジェイ・Zの収入も8,200万ドル（日本円で約82億円）あり、夫妻の世帯年収は160億円を超えていることになった。
2010年7月、経済誌『フォーブス誌』が2009年6月1日から2010年6月1日までの1年間で「最も稼いだ30歳未満のセレブリティ12人」を発表し、ビヨンセは8700万ドル（日本円で約78億3,000万円）を稼いで2年連続1位にランクインした。ビヨンセは音楽業を中心にコマーシャルや洋服のデザイナー業の収入があったという。2010年12月には「エンターテインメント業界で最も稼いだ人物」のランキングで、8,700万ドル（日本円で約71億3,400万円）を稼いで9位となった。
2011年4月、雑誌『ピープル』によると、ビヨンセ＆ジェイ・Z夫妻がフランス・パリ中心部にある5つ星ホテルの「Le Meurice」の一泊2万ドル（日本円で約170万円）のスイートルームに音楽機材を持ち込んで新アルバムのレコーディングをしたという。プライベートジェットでパリに到着したビヨンセとジェイ・Zはホテル内のスイートルームを宿泊用とビヨンセの新曲のレコーディング用に2部屋を借りて1部屋を即席のスタジオに変えたという。スイートルームにはプライベートキッチン、ダイニングルーム、そして広大なオープンテラスまで付いているという。
2011年6月、雑誌『フォーブス』が「最も稼いでいる30歳未満のセレブ」を発表し、昨年からの1年間で3,500万ドル（日本円で約28億円）を稼ぎ、8位にランクインした。
2011年8月には、「世界で最もリッチなセレブのカップル」のランキングで、2010年のビヨンセの年収が3,400万ドル（日本円で約25億8,400万円）でJay-Zの年収が3,600万ドル（日本円で約27億3,600万円）となり、2位になった。

## 慈善活動

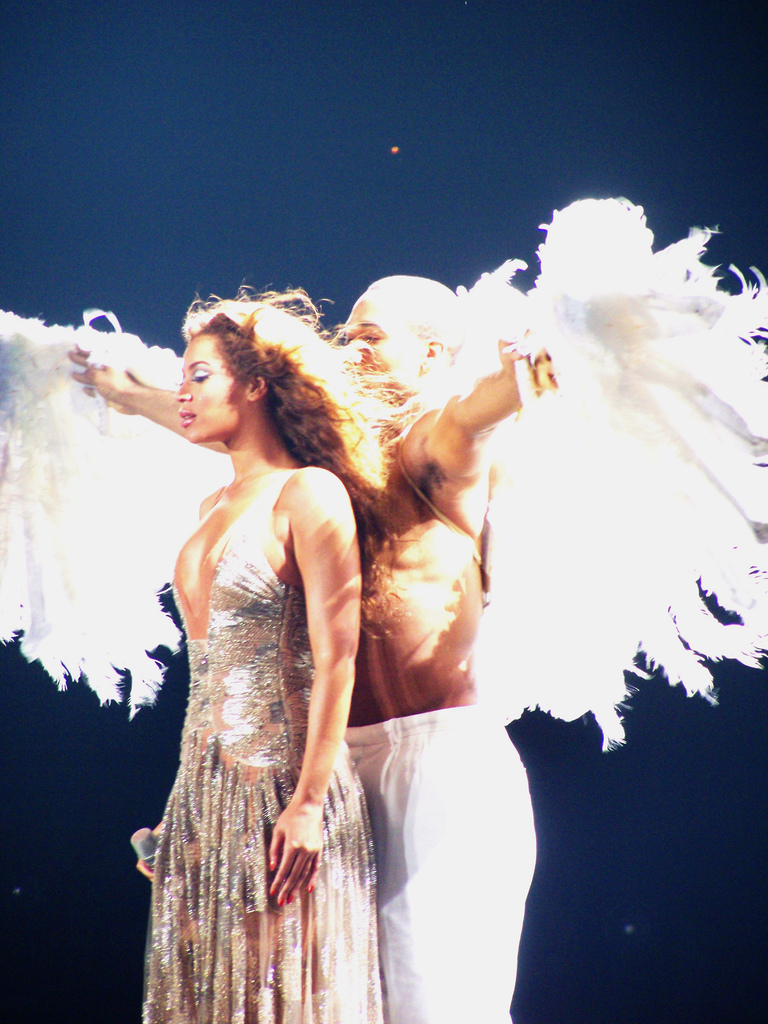
バルセロナでの「The Beyoncé Experience Tour」

2005年のハリケーン・カトリーナによるヒューストン地域の被害者救済のために、ビヨンセはケリー・ローランドと共に「サバイバー財団」を設立し、先ず25万ドルの寄付と仮設住宅を提供した。それ以後、財団は市内の他の慈善団体と連携拡張し、3年後には、ハリケーン・アイクの被害者救済をした。
2010年のハイチ地震においては、ジョージ・クルーニーやワイクリフ・ジョンと一緒に、テレソン「ハイチへの希望：地震被害救済のためのグローバル基金」(Hope for Haiti Now: A Global Benefit for Earthquake Relief) に参加し、「アメリカ・ファッションデザイナー協議会」(CFDA) が限定版で製作した「ハイチのためのファッション」Tシャツの公式の顔に選ばれて、合計100万ドルの捻出に貢献した。また、同年3月5日には、母親・ティナと共にブルックリンのフェニックスハウス（Phoenix House）で、男性と女性のための7か月の美容トレーニングコースを提供する「ビヨンセ美容センター」を開いた。ロレアルは、そこで中心的に使用されるすべての化粧品を寄贈し、ビヨンセとティナは、年間10万ドルの寄付を約束した。
ビヨンセは、2012年の「世界人道の日」(World Humanitarian Day) のキャンペーン大使となり、楽曲「アイ・ワズ・ヒア」(I Was Here) と、そのミュージック・ビデオ、国連で撮影したショットを提供した。8月19日には、そのビヨンセのキャンペーンがきっかけでソーシャルメディアが動き、レディー・ガガ、ジャスティン・ビーバー、ミシェル・オバマら有名人の協力が得られるようになり、同時期に行われた関連イベントに1億以上のメッセージがシェアされた。
2013年、ビヨンセは女性のエンパワーメントを広めることを目的として、グッチの「Chime for Change」キャンペーンに、サルマ・ハエックとフリーダ・ジャンニーニと共に協力すると発表し、2月28日に新曲をキャンペーン・ソングとして放映した。そのキャンペーン・コンサートは、6月1日にロンドンで行われ、その他エリー・ゴールディング、フィレンツェ、マシン、リタ・オラなども演奏した。
またビヨンセは、食品の寄付キャンペーン「Miss a Meal」に参加し、Charitybuzzでのオンライン・チャリティーオークションを通じて、欧州と米国全体の雇用創出をサポートする「グッドウィル・インダストリーズ」を支援している。

## ディスコグラフィ

### スタジオ・アルバム
- 『デンジャラスリィ・イン・ラヴ』 - Dangerously in Love (2003年)
- 『ビー・デイ』 - B'Day (2006年)
- 『アイ・アム…サーシャ・フィアース』 - I Am... Sasha Fierce (2008年)
- 『4』 - 4 (2011年)
- 『ビヨンセ』 - Beyoncé (2013年)
- 『レモネード』 - Lemonade (2016年) 
  - How to Make Lemonade(2017年) ※アナログ盤（LPレコード）のボックスセット（600ページの写真集付き）
- 『ルネッサンス』 - Renaissance (2022年)
- 『カウボーイ・カーター』 - Cowboy Carter (2024年）

## フィルモグラフィー
- オースティン・パワーズ ゴールドメンバー - Austin Powers in Goldmember （2002年）
- ファイティング・テンプテーションズ - The Fighting Temptations （2003年）
- ピンクパンサー - The Pink Panther （2006年）
- ドリームガールズ - Dream Girls （2006年）
- キャデラック・レコード 音楽でアメリカを変えた人々の物語 - Cadillac Records（2008年）
- Wow! Wow! Wubbzy!: Wubb Idol - Wow! Wow! Wubbzy!: Wubb Idol（2009年）
- オブセッション 歪んだ愛の果て - Obsessed (2009年)
- メアリーと秘密の王国 - Epic（2013年）
- ライフ・イズ・バット・ア・ドリーム - Life Is But a Dream（2013年） ※テレビ用に製作された自伝記録映画
- ライオン・キング - The Lion King（2019年） 声の出演
- ライオン・キング:ムファサ - Mufasa: The Lion King（2024年） 声の出演

## コンサート

### ソロツアー

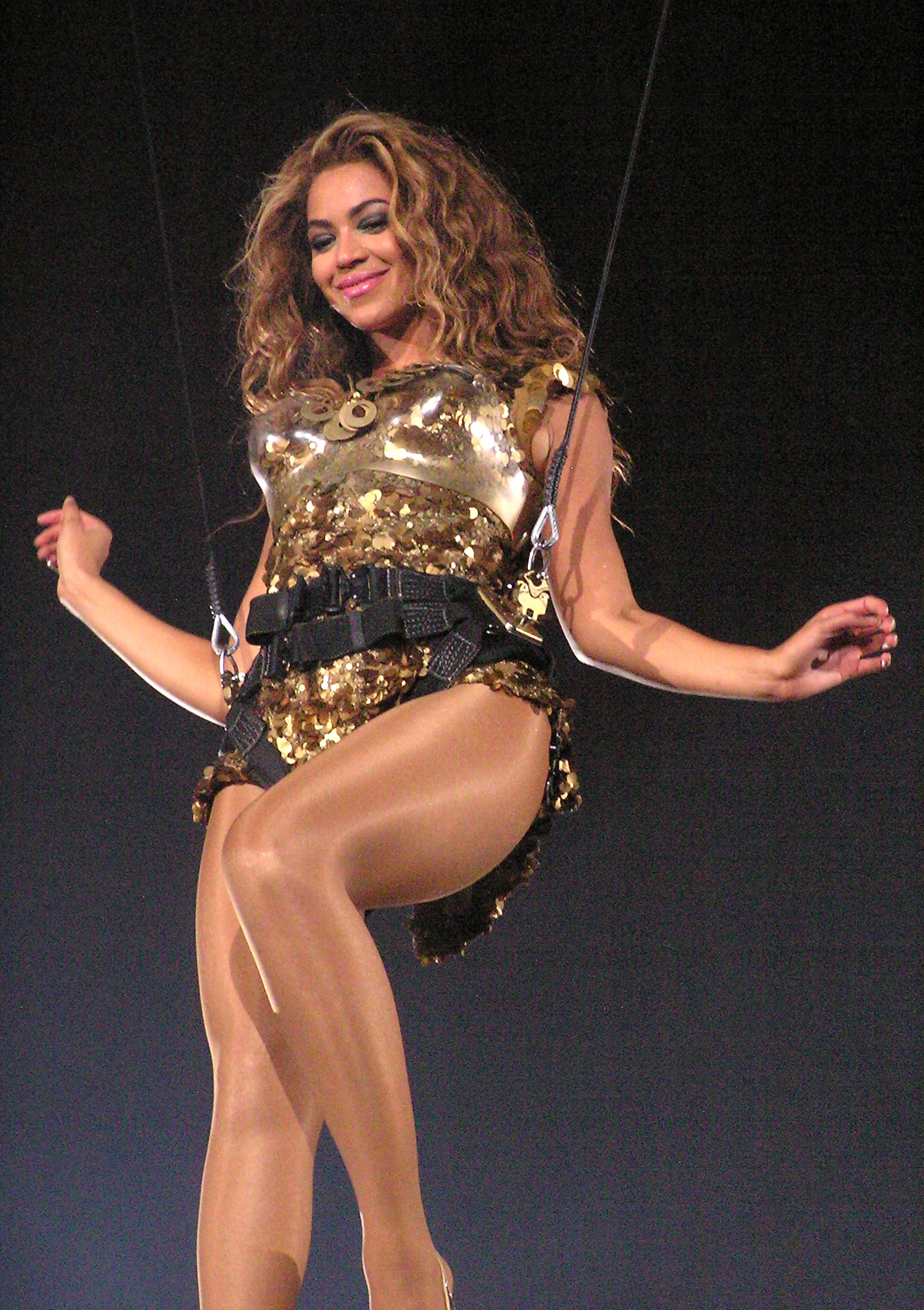
「I Am... World Tour」でワイヤーリフトに乗っているビヨンセ（2009年）

1. デンジャラスリィ・イン・ラブ・ツアー - Dangerously in Love Tour（2003年11月3日 – 19日）
  - 初のソロツアー。イギリス、アイルランド、オランダの3か国で開催。計9公演。11月10日のロンドンのウェンブリー・アリーナでのライブがDVD『Live at Wembley』に収録。
2. ヴァリゾン・レディース・ファースト・ツアー -  The Verizon Ladies First Tour（2004年3月12日 – 4月21日）
  - アメリカで開催。アリシア・キーズ、ミッシー・エリオット、タミアも参加。計30公演。
3. ザ・ビヨンセ・エクスペリエンス - The Beyoncé Experience（2007年4月10日 – 11月12日）
  - 自身初のワールド・ツアー。アジア、オーストラリア、ヨーロッパ、北アメリカ、アフリカなどを凱旋。計96公演。9月2日のロサンゼルスのステイプルズ・センターでのライブがDVD『The Beyoncé Experience Live』に収録。
4. アイ・アム…ワールド・ツアー - I Am... World Tour（2009年3月26日 – 2010年2月18日）
  - 2度目のワールド・ツアー。北アメリカ、ヨーロッパ、アジア、オーストラリア、中東、南アメリカなどを凱旋。計108公演。世界各所のライブをまとめたものがDVD『I Am World Tour』に収録。
5. ザ・ミセス・カーター・ショウ・ワールド・ツアー - The Mrs. Carter Show World Tour（2013年4月15日 – 2014年3月27日）
  - 3度目のワールド・ツアー。ヨーロッパ、北アメリカ、南アメリカ、オーストラリアなどを凱旋。計132公演。
6. ザ・フォーメーション・ワールド・ツアー -  The Formation World Tour（2016年4月27日 - 10月7日）
  - 4度目のワールド・ツアー。北アメリカ、ヨーロッパを凱旋。計49公演。
7. ルネサンス・ワールド・ツアー - Renaissance World Tour （2023年5月10日 - 10月1日）
  - 5度目のワールド・ツアー。北アメリカ、ヨーロッパを凱旋。計56公演。
8. カウボーイカーター・ツアー - Cowboy Carter Tour （2025年4月28日 - 7月14日） 　６度目のワールド・ツアー。北アメリカ、ヨーロッパを凱旋。計30公演が予定されている。

### レジデンシー・ショウ
1. アイ・アム…ユアーズ – I Am... Yours（2009年7月30日 – 8月2日）
  - ネバダ州ラスベガス・バレーパラダイスの「Encore Theatre」でのライブ。8月2日のライブをDVD『I Am Yours』に収録。
2. 4 インティメイト・ナイツ・ウィズ・ビヨンセ - 4 Intimate Nights with Beyoncé（2011年8月14日、16日、18日、19日）
  - ニューヨークの「ローズランド・ボールルーム」（Roseland Ballroom）でのライブ。計4公演。8月19日のライブをDVD『Live at Roseland: Elements of 4』に収録。
3. レヴェル・プレゼンツ：ビヨンセ・ライヴ - Revel Presents: Beyoncé Live（2012年5月25日 – 28日）
  - ニュージャージー州アトランティックシティでのライブ。計4公演。

## 広告
- ペプシ - ブリトニー・スピアーズ、P!NKとトリオのグラディエーター役でCMに出演し、クイーンの「ウィ・ウィル・ロック・ユー」をカバー。
- ロレアル
- サマンサ・タバサ
- マクドナルド（デスティニーズ・チャイルドとして）
- トミーヒルフィガー - トゥルー・スター（2004年）、トゥルー・スター・ゴールド（2005年）。「ウィッシング・オン・ザ・スター」(Wishing on a Star) がプロモーション・ソングとなった。
- 大塚ベバレジ - クリスタルガイザーに「スウィート・ドリームズ」(Sweet Dreams) が使われ、本人も出演。
- H&M
- エンポリオ・アルマーニ - ダイアモンズ（香水）（2007年）

## その他
アメリカのイラストレーターのVivian Lohが、ビヨンセのビデオクリップから様々なポーズを抽出し、アルファベット26文字をイラストレーションにしたフォント「The ABC’s of Beyoncé」を製作している。